# Măgura Odobeștilor
Măgura Odobeștilor (sau Măgura Odobești) este un deal extern al Subcarpaților de Curbură, delimitat la nord de valea râului Putna și la sud de valea râului Milcov. Aici se înregistrează altitudinea maximă din această unitate de relief. A suferit mișcări de cutare puternice în Neogen.
Măgura Odobești a fost declarată arie  de protecție specială  avifaunistică (corespunzătoare categoriei a IV-a IUCN) prin Hotărârea de Guvern Nr.1284 din 24 octombrie 2007 (privind declararea ariilor de protecție specială avifaunistică, ca parte integrantă a rețelei ecologice europene Natura 2000 în România).